# Виница (Хорватия)

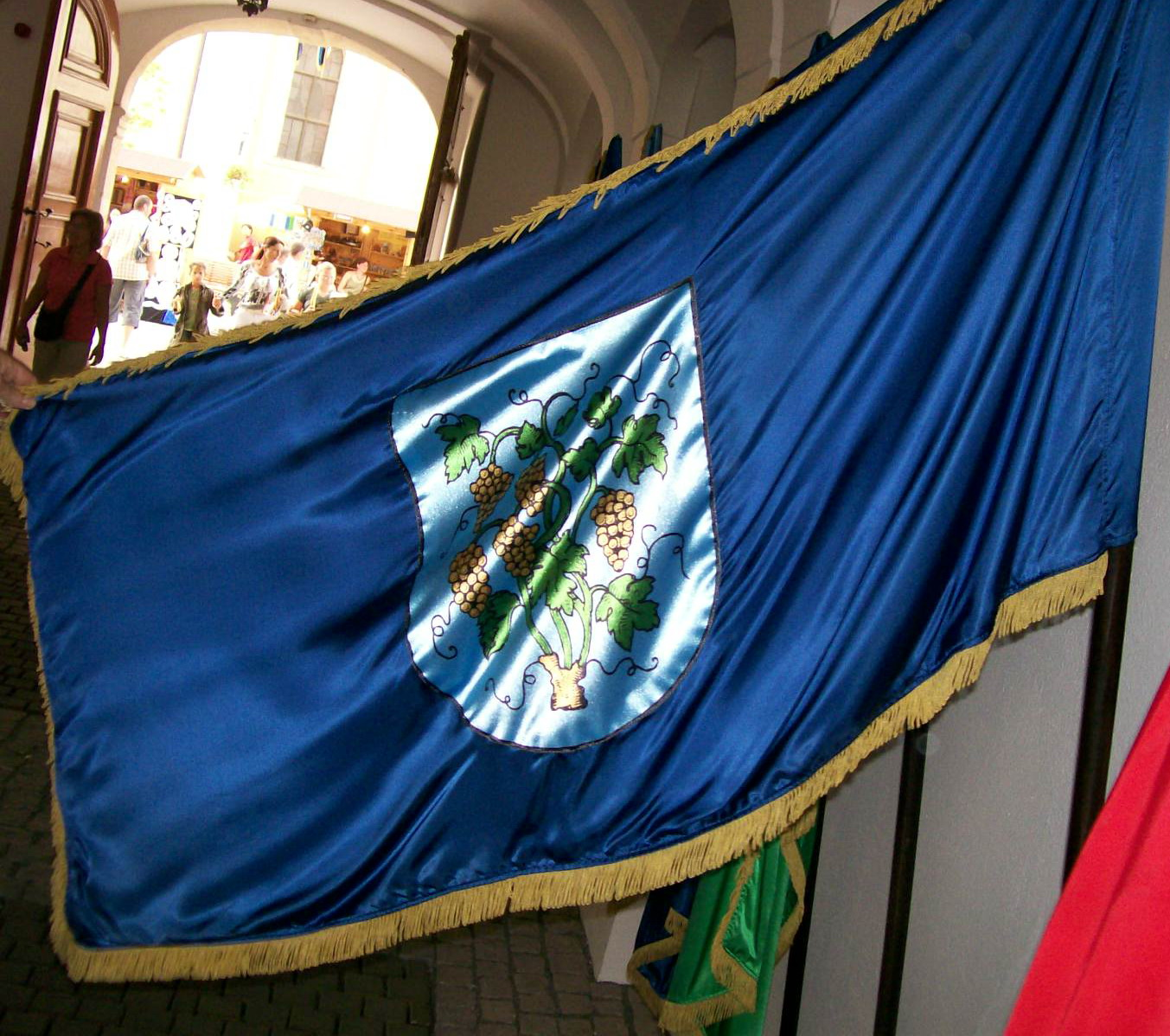
Флаг общины

Дендрарий Опека рядом с Виницей

Ви́ница (хорв. Vinica) — община с центром в одноимённом посёлке на севере Хорватии, в Вараждинской жупании. Население 1269 человек в самом посёлке и 3747 человек во всей общине (2001). Кроме Виницы в общину входят 6 окрестных деревень. Подавляющее большинство населения — хорваты (98,88 %).
Виница находится примерно в 10 километрах к западу от Вараждина. К северу и востоку от посёлка располагаются обширные сельскохозяйственные угодья равнинной Подравины, к западу — холмы, поросшие лесом. На юге от посёлка расположен один из трёх дендрариумов Хорватии — Опека (Opeka). Площадь дендрариума — 65 гектар, основан в 1860 году.